# Sistema Kensington
Il Sistema Kensington (noto anche come Quintetto-Kensington) era un rigido ed elaborato insieme di regole progettato da Vittoria, duchessa di Kent, insieme al suo assistente e presunto amante, Sir John Conroy, relativo all’educazione della figlia della duchessa, la futura regina Vittoria: era un sistema attraverso il quale Conroy voleva esercitare un’influenza sulla politica britannica tra il 1820 e il 1837 con un possibile regno retto dalla duchessa di Kent durante la minore età di Vittoria. Oltre a Conroy, il cosiddetto Quintetto comprendeva anche la dama di compagnia della Duchessa, lady Flora Hastings e il fratellastro di Vittoria, Carlo di Leiningen; questo gruppo aveva tre intenzioni: la popolarità di Vittoria doveva essere accresciuta isolandola dall’influenza politica e morale della corte reale, se fosse stato necessario che la Duchessa divenisse reggente, e garantire la posizione di segretario privato della regina a Conroy.
Il nome deriva da Kensington Palace a Londra, dove Vittoria, sua madre e il loro seguito risiedettero prima del 1837.

## Contesto
La duchessa era sposata con Edoardo Augusto di Hannover, Duca di Kent e Strathearn ed era la madre della principessa Vittoria, la quale all’epoca era quinta nella linea di successione al trono britannico; davanti a lei c’erano suo padre e i suoi fratelli più grandi, Giorgio IV, Federico Augusto e Guglielmo IV: il matrimonio del principe britannico Giorgio con Carolina di Brunswick era ormai finito ed era improbabile che questa unione avrebbe comunque portato eredi legittimi, Federico Augusto morì senza figli nel 1827 e sebbene il principe Guglielmo avesse non meno  di dieci figli illegittimi, le sue due figlie avute dal matrimonio con Adelaide di Sassonia-Meiningen morirono poco dopo la nascita.
Il Duca di Kent, morto nel 1820 quasi otto mesi dopo la nascita della figlia, aveva nominato come suo amministratore immobiliare John Conroy, il quale aveva approfittato del suo ruolo per acquisire una crescente influenza sulla famiglia della Duchessa di Kent: insisteva sul fatto che i matrimoni dei fratelli più grandi del Duca restassero senza figli così da poter seguire la principessa Vittoria sul trono. Data l’età dei fratelli, la principessa sarebbe salita sul trono senza avere l’età prevista per regnare, e in questo caso la Duchessa di Kent sarebbe stata nominata come reggente; in questo modo a Conroy sarebbero stati assicurati l’influenza e il potere.
Per garantire l’influenza sulla Duchessa e sulla sua famiglia, era necessario che fossero in contatto il più possibile con la corte reale britannica.

## Applicazione
Il Sistema era finalizzato a rendere la giovane principessa Vittoria debole e dipendente, e quindi poco disposta a un’interazione con lei da parte degli altri parenti del Casato di Hannover contro sua madre e Conroy, e ad assicurare l’influenza di Conroy sulla politica britannica attraverso una possibile reggenza della Duchessa di Kent tra il 1820 e il 1837.
Alla giovane Vittoria non fu mai permesso di allontanarsi sia da sua madre, dal suo tutore, o dalla sua governante, la Baronessa Lehzen, che dalla Duchessa di Northumberland. Fu tenuta isolata dagli altri bambini; sua madre e Conroy monitoravano severamente e registravano ogni sua azione e controllavano completamente chi le era permesso incontrare.
Vittoria ebbe solo due compagne di gioco durante la sua adolescenza: la sua sorellastra, la principessa Feodora di Leiningen, e la figlia di Conroy, Victoire. Solo viaggi occasionali venivano fatti fuori dai terreni del palazzo; due visite a Claremont per vedere suo zio Leopoldo I del Belgio che influenzò molto le opinioni di Vittoria sul sistema.
Quando divenne chiaro che Vittoria avrebbe ereditato il trono, cercarono di indurre  Vittoria a nominare Conroy suo segretario personale e tesoriere attraverso una lunga serie di minacce, senza alcun risultato.

### Routine quotidiana
La Duchessa di Kent istituì un rigido programma giornaliero per l’istruzione di Vittoria. Le lezioni del mattino iniziavano alle 9:30 con una pausa alle 11:30. Le lezioni avrebbero ripreso al pomeriggio alle 15:00 e sarebbero durate fino alle 17:00.

### Educazione
L’educazione di Vittoria iniziò all’età di cinque anni. Il suo primo insegnante, il Reverendo George Davys, diacono di Chester, la istruì sulle sacre scritture. La Duchessa di Kent avrebbe personalmente interrogato sua figlia dopo ogni lezione.
All’età di otto anni, Vittoria iniziò ad imparare il decorum, a leggere e scrivere dalla baronessa Lehzen. Studiò greco, latino, italiano, francese e tedesco, che più tardi è solita usare per conversare con il principe Alberto quando iniziarono il loro corteggiamento nel 1839.

### Approvazione
Il sistema fu approvato dal fratellastro della regina Vittoria, Carlo, terzo Principe di Leiningen, che supportava le ambizioni di sua madre a diventare reggente. Nel 1841, dopo che Vittoria divenne regina e manifestò il suo malcontento riguardo al Sistema Kensington, Carlo tentò di giustificarlo nel suo libro A Complete History of the Policy Followed at Kensington, Under Sir John Conroy’s Guidance.

## La reazione di Vittoria
Il Sistema Kensington fu un totale fallimento e si ritorse contro i suoi attuatori: Vittoria crebbe odiando sua madre, Conroy e la dama di compagnia di sua madre, Lady Flora Hastings, oltre al sistema stesso. Le sue prime due richieste dopo la sua ascesa, furono di essere lasciata sola per un’ora (cosa che il Sistema Kensington non aveva mai permesso) e che il suo letto fosse rimosso dalla camera di sua madre (che presagì la cessazione della sua influenza e di quella di Conroy sulla figlia). Fra i primi atti di Vittoria dopo la sua ascesa al trono all’età di 18 anni ci fu quello di bandire Conroy dai suoi appartamenti permanentemente.
Dopo un breve fidanzamento, Vittoria sposò il principe Alberto nel 1840. Successivamente, non le era più richiesto di vivere per convenzione con sua madre. Alla conclusione della sua cerimonia di matrimonio, strinse la mano solo alla Duchessa. Subito dopo sfrattò la madre dal palazzo e raramente le fece visita, rimanendo fredda e distante da lei fino alla nascita del suo primo figlio.

## Altri usi
In alcune occasioni, il termine designa quello che viene chiamato il sistema South Kensington, un programma di studi d'arte sviluppato durante l’era vittoriana nel Royal College of Art di Londra, che non ha nulla a che fare con le norme educative della principessa Vittoria.